# Stoeneşti (Giurgiu)
Stoeneşti es una comuna ubicada en el distrito de Giurgiu, Rumania.

## Superficie
Cuenta con una superficie de 48,13 kilómetros cuadrados.

## Demografía
Hasta 2021 la población era de 1930 habitantes, con una densidad de población de 40,10 habitantes por kilómetro cuadrado.